# 각산로
각산로(Gaksan-ro)는 경상남도 사천시 선구동 에서 사천시 동서동를 잇는 경상남도의 도로이다.

## 주요 경유지
경상남도
- 사천시 (선구동 . 동서동)

## 노선
| 이름            | 접속 노선    | 소재지 | 소재지 | 비고 |
| --------------- | ------------ | ------ | ------ | ---- |
| 중앙시장사거리  | 중앙로       | 사천시 | 선구동 |      |
| 각산사거리      | 유람선길     | 사천시 | 동서동 |      |
| 대방사거리      | 대방길       | 사천시 | 동서동 |      |
| 대방 교차로     | 삼천포대교로 | 사천시 | 동서동 |      |
| 사천대로와 직결 |              |        |        |      |

## 주요 건물 및 시설
- 삼천포초등학교 (각산로 10/선구동 112)
- 수산업협동조합 근해유망신협 삼천포지점 (각산로 21/선구동 111-9)
- 선구동 행정복지센터 (각산로 22/선구동 116-1)
- 미니스톱 삼천포해태점 (각산로 49/서동 257-2)
- GS칼텍스 동백3주유소 (각산로 114/대방동 162-1)
- 세븐일레븐 삼천포대방점 (각산로 140/대방동 180)
- 새마을금고 노산새마을금고 대방지점 (각산로 169/대방동 327-1)